# Babylonia umbilifusca
Babylonia umbilifusca là một loài ốc biển, là động vật thân mềm chân bụng sống ở biển trong họ Babyloniidae.